# دارنيل كارتر
دارنيل كارتر (بالإنجليزية: Darnell Carter)‏ هو لاعب كرة قدم أمريكية أمريكي، ولد في 27 نوفمبر 1987 في إنغلوود في الولايات المتحدة.